# John Middleton
John Cooper, más conocido como John Middleton (Newcastle, Tyne and Wear, 7 de septiembre de 1953) es un actor inglés conocido por haber interpretado a Ashley Thomas en la serie Emmerdale Farm.

## Biografía
Es hijo de Richard Cooper, un exprofesor de teatro. John está casado con Christine Cooper una maestra. La pareja tiene dos hijos George y Jack Cooper.
Apareció en comerciales de televisión para "Swinton Insurance" a principios de los años 90.
En 1993 apareció por primera vez como invitado en la serie Coronation Street donde interpretó a John Hargreaves el hombre que atropelló a Lisa Duckworth lo que le causó la muerte, más tarde apareció nuevamente en la serie en 1995 ahora interpretando al señor Mitchell durante el episodio # 1.3864.
El 5 de diciembre de 1996 se unió al elenco principal de la serie Emmerdale Farm donde interpretó a Ashley Thomas, hasta el 7 de diciembre de 2017 después de que su personaje muriera luego de sufrir de neumonía causada por la demencia vascular que aquejaba. Anteriormente había aparecido por primera vez en la serie en junio de 1994 donde interpretó al oficial John Jarvis durante el episodio # 1.1875.

## Filmografía

### Series de televisión
| Año         | Título                        | Personaje                | Notas                                     |
| ----------- | ----------------------------- | ------------------------ | ----------------------------------------- |
| 1996 - 2017 | Emmerdale Farm                | Ashley Thomas            | 1,260 episodios                           |
| 1997        | The Grand                     | Mr. Rigby                | episodio # 1.5                            |
| 1996        | Hetty Wainthropp Investigates | Simon Letby              | episodio "Lost Chords"                    |
| 1996        | Ruth Rendell Mysteries        | Peter Stanton            | episodio "Simisola: Part Two"             |
| 1995        | The Gambling Man              | Mr. Buckham              | 2 episodios - miniserie                   |
| 1995        | The World of Lee Evans        | Hombre Debajo de la Cama | episodio "The Late Shift/Meet the Folks"  |
| 1994        | Cracker                       | Jed Robins               | episodio "Men Should Weep: Part 1"        |
| 1994        | Heartbeat                     | Thompsett                | episodio "Mid Day Sun"                    |
| 1994        | Medics                        | Simon                    | episodio "All in the Mind"                |
| 1994        | In Suspicious Circumstances   | Edwin Maybrick           | episodio "Poisoned Whispers"              |
| 1993        | Coronation Street             | John Hargreaves          | 2 episodios                               |
| 1989        | Shadow of the Noose           | Elvey Robb               | episodio "Beside the Seaside" - miniserie |

### Películas
| Año  | Título                                       | Personaje   | Notas                                                                                  |
| ---- | -------------------------------------------- | ----------- | -------------------------------------------------------------------------------------- |
| 1998 | The Things You Do for Love: Against the Odds | Tony Warren | junto a Sue Johnston, Tony Scannell, Denise Black, Keith Newby e Ian Lindsay           |
| 1998 | The Round Tower                              | Reg Walker  | junto a Emilia Fox, Ben Miles, Jan Harvey, Keith Barron, Denis Lawson y Jill Halfpenny |
| 1995 | Eden Valley                                  | Townie      | junto a Brian Hogg, Darren Bell, Mike Elliot, Jimmy Killeen y Wayne Buck               |
| 1993 | Prime Suspect 3                              | Bombero     | junto a Helen Mirren, Danny Dyer y Peter Rylands                                       |

## Premios y nominaciones
| Año  | Categoría                                                 | Premio             | Serie          | Resultado |
| ---- | --------------------------------------------------------- | ------------------ | -------------- | --------- |
| 2017 | Best Actor                                                | Inside Soap Award  | Emmerdale Farm | Nominado  |
| 2017 | Best Exit                                                 | Inside Soap Award  | Emmerdale Farm | Ganó      |
| 2017 | Best Partnership (junto a Charlotte Bellamy)              | Inside Soap Award  | Emmerdale Farm | Nominados |
| 2017 | Best Actor                                                | British Soap Award | Emmerdale Farm | Ganó      |
| 2017 | Best Male Dramatic Performance                            | British Soap Award | Emmerdale Farm | Ganó      |
| 2017 | Best On-Screen Partnership (junto a Charlotte Bellamy)    | British Soap Award | Emmerdale Farm | Nominados |
| 2010 | Best Actor                                                | British Soap Award | Emmerdale Farm | Nominado  |
| 2008 | Spectacular Scene of the Year (junto a Charlotte Bellamy) | British Soap Award | Emmerdale Farm | Ganaron   |
| 2008 | Best Soap Storyline (junto a Charlotte Bellamy)           | TV Quick Award     | Emmerdale Farm | Ganaron   |